# Moulins (Aisne)
Moulins es una población y comuna francesa, situada en la región de Picardía, departamento de Aisne, en el distrito de Laon y cantón de Craonne.

## Demografía
| 255 | 274 | 283 | 239 | 264 | 278 | 313 | 294 | 300 | 282 | 271 | 267 | 263 | 233 | 239 | 240 | 224 | 210 | 206 | 225 | 125 | 145 | 147 | 157 | 134 | 124 | 123 | 111 | 107 | 89 | 86 | 81 | 97 |
| Para los censos de 1962 a 1999 la población legal corresponde a la población sin duplicidades (Fuente: INSEE [Consultar]) |     |     |     |     |     |     |     |     |     |     |     |     |     |     |     |     |     |     |     |     |     |     |     |     |     |     |     |     |    |    |    |    |